# Umm as Summāq
Umm as Summāq är en ort i Jordanien.   Den ligger i guvernementet Amman, i den centrala delen av landet, 12 km sydväst om huvudstaden Amman. Umm as Summāq ligger 934 meter över havet och antalet invånare är 18 274.
Terrängen runt Umm as Summāq är platt österut, men västerut är den kuperad. Runt Umm as Summāq är det mycket tätbefolkat, med 1 221 invånare per kvadratkilometer. Närmaste större samhälle är Amman, 11,5 km nordost om Umm as Summāq. Runt Umm as Summāq är det i huvudsak tätbebyggt.